# فيك هاليغان
فيك هاليغان (بالإنجليزية: Vic Halligan)‏ هو لاعب كرة قدم أمريكية أمريكي، ولد في 22 نوفمبر 1892 في أوماها في الولايات المتحدة، وتوفي في 10 مارس 1973 في أريزونا في الولايات المتحدة.